# Форхен, Роберт
Ро́берт Но́рман Фо́рхен (англ. Robert Norman Forhan; 27 марта 1936, Ньюмаркет, Онтарио — 3 июня 2018) — канадский хоккеист, правый нападающий, выступавший в 1960-х годах. Член канадской национальной сборной на двух зимних Олимпийских играх, обладатель серебряной олимпийской награды.

## Биография
Роберт Форхен родился 27 марта 1936 года в городе Ньюмаркет провинции Онтарио, Канада. В возрасте четырнадцати лет покинул родной город ради игры в хоккей, проходил обучение в Университете Уотерлу, где был членом местной университетской хоккейной команды. Позже перевёлся в Университет Британской Колумбии, получил степень бакалавра в области здоровья и физического воспитания.
Начинал карьеру хоккеиста в Юниорской хоккейной лиге Онтарио, где в период 1953—1956 годов выступал за команды «Гуэлф Балтиморс» и «Барри Флайерз». Затем три сезона провёл в клубе «Садбери Вулвз» из Юниорской хоккейной лиги Северного Онтарио.
Благодаря череде удачных выступлений вошёл в основной состав взрослой команды «Китченер-Уотерлу Дутчмен» и удостоился права защищать честь страны на зимних Олимпийских играх в Скво-Вэлли. Принял участие в шести матчах, забросив одну шайбу, и завоевал серебряную олимпийскую медаль.
В 1960—1962 годах выступал за клубы «Гринсборо Дженералс» и «Кливленд Баронз» в Восточной хоккейной лиге и Американской хоккейной лиге соответственно.
В дальнейшем вернулся в «Китченер-Уотерлу» и стал частью канадской олимпийской сборной, собранной для участия в Олимпийских играх в Инсбруке. На сей раз Форхен стал лучшим бомбардиром своей команды, забросив в общей сложности девять шайб, однако канадцы заняли в итоговом протоколе лишь четвёртое место и не попали в число призёров.
В 1965 году выступил на чемпионате мира в Финляндии, но здесь так же стал четвёртым.
Возобновив карьеру на клубном уровне, в 1967—1969 годах представлял клубы «Орилла Пепсис» и «Барри Флайерз» во Взрослой хоккейной лиге Онтарио.
После завершения спортивной карьеры работал учителем в старшей школе, а затем занялся политикой, в частности в 1970-х годах занимал должности городского советника и мэра своего родного города Ньюмаркет. В период 1978—1984 годов был председателем совета региона Йорк, вплоть до 1995 года являлся главным административным сотрудником региона.
За свои спортивные достижения в 2010 году Роберт Форхен одним из первых был введён в созданный Зал славы спорта Ньюмаркета.
Умер 3 июня 2018 года в возрасте 82 лет.